# يان دوس سانتوس ماسييل
يان دوس سانتوس ماسييل هو لاعب كرة قدم برازيلي في مركز الوسط، ولد في 24 مارس 1997.

## وصلات خارجية
- يان دوس سانتوس ماسييل على موقع قاعدة بيانات كرة القدم.إي يو (الإنجليزية)
- يان دوس سانتوس ماسييل على موقع Soccerway.com (الإنجليزية)